# 格里茲利普萊斯 (加利福尼亞州)
格里茲利普萊斯（英語：Grizzlie Place）是位於美國加利福尼亞州莫多克縣的一個非建制地區。該地的面積和人口皆未知。

## 地理
格里茲利普萊斯的座標為41°54′04″N 120°38′26″W / 41.90111°N 120.64056°W，而該地的平均海拔高度為1592米（即5223英尺）。